# Panos Karnezis
Panos Karnezis (* 1967) ist ein griechischstämmiger Schriftsteller.

## Leben
Er zog 1992 nach England und studierte dort Ingenieurswesen. Nach einiger Zeit in der Industrie machte er seinen Master in Creative Writing an der University of East Anglia.
Panos Karnezis lebt zurzeit in London.

## Werke
- kleine Gemeinheiten (Erzählungen) (2002)
- Der Irrgarten (Roman) (2004)

Der Irrgarten handelt von einer griechischen Brigade nach dem Ende des Griechisch-Türkischen Krieges. Während die übrige Invasionsarmee der Griechen aus der Türkei flüchtet, sitzt die Truppe um den morphiumsüchtigen General Nestor in der Wüste fest. Neben Diebstählen und kommunistischen Manifesten nagt auch das an einer Dorfbevölkerung verübte Massaker an der Moral der Soldaten. Als sie auf eine kleine Stadt stoßen, glauben sich die Männer gerettet. 
Karnezis schildert die miteinander verstrickten Schicksale von Armeeangehörigen und Stadtbewohnern. Er skizziert so das Bild eines in Vergessenheit geratenen Krieges.